# Adolf (książę Jülich i Bergu)
Adolf (zm. 14 lipca 1437 w Kolonii) – hrabia Ravensbergu od 1395 do 1402, książę Bergu od 1408, książę Jülich od 1423.

## Życiorys
Adolf był najstarszym synem Wilhelma I, księcia Bergu i hrabiego Ravensbergu, oraz Anny, córki palatyna reńskiego Ruprechta II z rodu Wittelsbachów. Bratem jego matki był król Niemiec Ruprecht z Palatynatu. Jeszcze za życia ojca, w 1395 otrzymał hrabstwo Ravensbergu, a gdy w 1397 jego ojciec dostał się do niewoli kliwijskiej, opanował Düsseldorf i większą część księstwa Bergu; po powrocie ojca z niewoli oddał jedynie część zdobyczy. W 1404 Adolf podjął zbrojną próbę całkowitego odsunięcia ojca od władzy i uwięził go. Jednak stanęli przeciwko niemu bracia, hrabiowie Kleve i arcybiskup Kolonii, wsparci przez króla Ruprechta, a ojciec został uwolniony. Całe terytorium księstwa Bergu wraz z tytułem książęcym Adolf objął dopiero po śmierci ojca w 1408.
W 1414 próbował przeprowadzić (wbrew królowi Zygmuntowi Luksemburskiemu i papieżowi) wybór na arcybiskupa Kolonii swego młodszego brata Wilhelma, jednak bez powodzenia (prowadzoną w tym celu wojnę zakończyła dopiero interwencja cesarska w 1416 i 1417). Prowadził liczne spory o prawa do ceł na Renie. Po śmierci w 1415 brata żony, księcia Bar Edwarda III, próbował opanować to księstwo Bar. Jednak mimo poparcia otrzymanego od cesarza plany te nie powiodły się, a sam Adolf trafił w 1422 w niewolę u księcia Lotaryngii Karola II, z której uwolnił się po zapłaceniu wysokiego okupu. Starania o dziedzictwo w Geldrii i Jülich (po śmierci wuja Renalda w 1423) zakończyły się tylko częściowym powodzeniem: Adolf opanował Jülich, natomiast w Geldrii usadowił się Arnold z Egmond. Rozpoczęło to długotrwały konflikt między Adolfem i Arnoldem. W latach 1427–1429 Adolf zaangażował się także w wojnę przeciwko księciu Kleve Adolfowi II i arcybiskupowi Kolonii Dytrykowi z Moers, wspomagając hrabiego Mark (i brata Adolfa II) Gerarda.

## Rodzina
Adolf był dwukrotnie żonaty. W 1400 poślubił Jolantę (zmarłą w styczniu 1421), córkę księcia Bar Roberta I. Mieli syna, Ruprechta, który w lutym 1426 ożenił się z Marią z Harcourt, córką Jana, hrabiego Aumale i zarazem kuzynką króla Francji Karola VI, wdową po księciu Geldrii i Jülich Renaldzie. Ruprecht zmarł jednak przed śmiercią Adolfa, w sierpniu 1431, nie pozostawiwszy potomków. Drugie małżeństwo Adolfa, zawarte w lutym 1430 z Elżbietą, córką księcia Bawarii-Monachium Ernesta (zmarłą w 1448) było bezpotomne. Następcą Adolfa został jego bratanek Gerard.